# Patrick Harvie
Patrick Harvie, född 18 mars 1973, är språkrör för Scottish Green Party (med Maggie Chapman) och ledamot av Skottlands parlament för Glasgow-regionen.